# Ignace de Stürmer
Ignace de Stürmer (1750, Vienne - 1829) fut, après un temps chez les jésuites, un diplomate et haut fonctionnaire autrichien, internonce d'Autriche à Constantinople. Il est le père du baron Barthélemi de Stürmer.

## Biographie
Né dans une famille de haute noblesse à Vienne, il rejoint l'Ordre de la Compagnie de Jésus à l'âge de 16 ans. Il a juste le temps de faire son noviciat et ses études de philosophie avant que la dissolution de l'ordre (1773) ne soit prononcée. Relevé de ses vœux de religieux il étudie le droit avant de rejoindre l' Académie des langues orientales de Vienne. Il travaille entre autres sur le Lexique Arabico-Persico-Turcicum de Franciszek et Mesgnien Meniński, publié en 1780. Diplômé de l'académie, il entre au service extérieur de la monarchie des Habsbourg et fut affecté à l'Internuntius à Constantinople en tant qu'interprète et drogman. Depuis Constantinople, il assiste à la conquête de Belgrade par le général Gideon Ernst von Laudon et participe aux négociations de capitulation en octobre 1789 de l'Empire ottoman dans sa guerre avec les armées russo-autrichiennes. Nommé à la Chancellerie d'État en 1793 et nommé Hofrat en 1801, il revient à Constantinople en 1802 comme ambassadeur et ministre plénipotentiaire. En 1800, Stürmer est élevé au rang de chevalier et en 1813 au rang de baronnial autrichien, Ordre de Saint-Étienne. Appelé à Vienne en 1818 et nommé au Conseil d'État, Stürmer est chargé du département des affaires intérieures à la Cour et à la Chancellerie d'État.